# Дафне (остров)
Вижте пояснителната страница за други значения на Дафне.
Дафне или Дафне майор (на испански: Daphne mayor) е вулканичен остров разположен северно от остров Санта Круз и на запад от летище Балтра на архипелага Галапагоски острови. Той представлява кратер на изгаснал вулкан издигащ се на 120 метра над морското равнище. Лишен е от дървесна растителност.
Въпреки че се намира в близост до летището на архипелага той е трудно достъпен за посетителите на националния парк. За посещенията му има силно ограничен режим и той се използва главно за научни изследвания на място. Тук в продължение на повече от двадесет години съпрузите Питър и Розмари Грант провеждат проучвания върху галапагоските чинки. Те изучават поведението и жизнения цикъл на чинките като с резултатите си категорично подкрепят теорията на Чарлз Дарвин за еволюцията. Дългогодишните им усилия са описани в книга, която през 1995 г. получава награда Пулицър.
Дафне е дом на множество различни видове птици като Галапагоска лястовица, Синьокрако Боби, Маскирано Боби, Блатна сова, Phaethon aethereus и Фрегати.